# Südostasienspiele 2003/Badminton
Badminton wurde bei den  Südostasienspielen 2003 in Ho-Chi-Minh-Stadt, Vietnam, vom 6. bis 12. Dezember ausgetragen.

## Medaillengewinner
| Disziplin    | Gold | Silber | Bronze |
| ------------ | --- | --- | --- |
| Herreneinzel | Sony Dwi Kuncoro | Wong Choong Hann | Roslin Hashim |
| Herreneinzel | Sony Dwi Kuncoro | Wong Choong Hann | Ronald Susilo |
| Dameneinzel  | Wong Mew Choo | Salakjit Ponsana | Li Li |
| Dameneinzel  | Wong Mew Choo | Salakjit Ponsana | Jiang Yanmei |
| Herrendoppel | Choong Tan Fook Lee Wan Wah | Chew Choon Eng Chang Kim Wai | Sudket Prapakamol Patapol Ngernsrisuk |
| Herrendoppel | Choong Tan Fook Lee Wan Wah | Chew Choon Eng Chang Kim Wai | Luluk Hadiyanto Alvent Yulianto |
| Damendoppel  | Lita Nurlita Jo Novita | Eny Erlangga Liliyana Natsir | Chin Eei Hui Wong Pei Tty |
| Damendoppel  | Lita Nurlita Jo Novita | Eny Erlangga Liliyana Natsir | Jiang Yanmei Xiao Luxi |
| Mixed        | Sudket Prapakamol Saralee Thungthongkam                                                                                              | Anggun Nugroho Eny Widiowati | Kennevic Asuncion Kennie Asuncion |
| Mixed        | Sudket Prapakamol Saralee Thungthongkam                                                                                              | Anggun Nugroho Eny Widiowati | Chew Choon Eng Chin Eei Hui |
| Herrenteam   | Indonesien Sony Dwi Kuncoro Simon Santoso Wiempie Mahardi Luluk Hadiyanto Alvent Yulianto Markis Kido Hendra Setiawan Anggun Nugroho | Thailand Boonsak Ponsana Anupap Thiraratsakul Patapol Ngernsrisuk Sudket Prapakamol Pramote Teerawiwatana Tesana Panvisavas Adisak Wirayapadongpong              | Singapur Ronald Susilo Kendrick Lee Gerald Ho Hee Teck Alvin Fu Khoo Kian Teck Chua Yong Joo Philip Phua Aaron Tan                                                                    |
| Herrenteam   | Indonesien Sony Dwi Kuncoro Simon Santoso Wiempie Mahardi Luluk Hadiyanto Alvent Yulianto Markis Kido Hendra Setiawan Anggun Nugroho | Thailand Boonsak Ponsana Anupap Thiraratsakul Patapol Ngernsrisuk Sudket Prapakamol Pramote Teerawiwatana Tesana Panvisavas Adisak Wirayapadongpong              | Malaysia Wong Choong Hann Roslin Hashim Lee Chong Wei Choong Tan Fook Lee Wan Wah Chew Choon Eng Chang Kim Wai                                                                        |
| Damenteam    | Singapur Li Li Jiang Yanmei Xiao Luxi Liu Fan Frances Tan Li Si                                                                      | Thailand Salakjit Ponsana Molthila Meemeak Saralee Thungthongkam Duanganong Aroonkesorn Kunchala Voravichitchaikul Soratja Chansrisukot Sitee Prucksapaisarnsilp | Indonesien Maria Kristin Yulianti Silvi Antarini Fransisca Ratnasari Jo Novita Lita Nurlita Eny Erlangga Liliyana Natsir Eny Widiowati                                                |
| Damenteam    | Singapur Li Li Jiang Yanmei Xiao Luxi Liu Fan Frances Tan Li Si                                                                      | Thailand Salakjit Ponsana Molthila Meemeak Saralee Thungthongkam Duanganong Aroonkesorn Kunchala Voravichitchaikul Soratja Chansrisukot Sitee Prucksapaisarnsilp | Vietnam Lê Ngọc Nguyên Nhung Hà Thị Kim Nhân Nguyễn Thị Thanh Tâm Vũ Thị Thảo Trần Thị Thanh Thảo Nguyễn Thị Phương Thảo Thái Thị Hồng Gấm Nguyen Thi Thu Thao Nguyễn Thị Phương Thảo |

## Finalresultate
| Disziplin    | Sieger                        | Finalist                       | Ergebnis           |
| ------------ | ----------------------------- | ------------------------------ | ------------------ |
| Herreneinzel | Sony Dwi Kuncoro              | Wong Choong Hann               | 15-8, 15-5         |
| Dameneinzel  | Wong Mew Choo                 | Salakjit Ponsana               | 11-5, 11-5         |
| Herrendoppel | Choong Tan Fook / Lee Wan Wah | Chew Choon Eng / Chang Kim Wai | 15-6, 15-5         |
| Damendoppel  | Lita Nurlita / Jo Novita      | Eny Erlangga / Liliyana Natsir | 15-13, 11-15, 15-7 |
| Mixed        | Sudket Prapakamol / Saralee   | Anggun Nugroho / Eny Widiowati | 15-12, 15-7        |

## Medaillenspiegel
| Platz | Land        | Gold | Silber | Bronze | Gesamt |
| ----- | ----------- | ---- | ------ | ------ | ------ |
| 1.    | Indonesien  | 3    | 2      | 2      | 7      |
| 2.    | Malaysia    | 2    | 2      | 4      | 8      |
| 3.    | Thailand    | 1    | 3      | 1      | 5      |
| 4.    | Singapur    | 1    | 0      | 5      | 6      |
| 5.    | Philippinen | 0    | 0      | 1      | 1      |
| 5.    | Vietnam     | 0    | 0      | 1      | 1      |